# Francesco Carlo Pellegrini
Francesco Carlo Pellegrini (Livorno, 18 ottobre 1856 – Firenze, 30 dicembre 1929) è stato un filologo e letterato italiano.
Professore ordinario per 43 anni presso la Regia Accademia Navale di Livorno, oltre ad aver redatto due testi scolastici che riscossero notevole successo, ha svolto l’incarico di revisore presso la casa editrice Giusti curando anche opere di Giovanni Pascoli il quale gli dedicò la poesia “Il castagno” contenuta nell’opera “Myricae”. Inoltre durante tutto l’arco della sua vita ha pubblicato diversi saggi per l’Archivio Storico italiano, per il "Giornale storico della letteratura italiana" e per la "Rassegna bibliografica della letteratura italiana”.

## Biografia

### Anni giovanili
Francesco Carlo Pellegrini nacque a Livorno il 18 ottobre 1856 da Guglielmo (1794-1857), funzionario dell’amministrazione lorenese nonché primo computista presso la dogana di Livorno e Rosa Studiati, ultima discendente della nobile famiglia Studiati che per almeno due secoli ha ricoperto notevoli incarichi in vari settori della vita pubblica di Lorenzana. Guglielmo, anch’esso discendente da un’antica e nobile famiglia toscana, morì quattordici mesi dopo la sua nascita, lasciando la moglie in una situazione economica precaria; nonostante ciò fra i cinque anni e i quindici il Pellegrini potrà comunque frequentare l'Istituto Tur, la più prestigiosa scuola privata di Livorno dell’epoca.

### Formazione
Nel luglio 1871 prenderà la licenza ginnasiale e verrà ammesso nell'ottobre dello stesso anno al liceo Niccolini di cui dal 1867 era preside Giuseppe Chiarini. Questi aveva da poco chiamato alla cattedra d'italiano Ottaviano Targioni Tozzetti, già insegnante di Pellegrini durante l'ultimo anno all'Istituto Tur.
Al liceo, Pellegrini strinse amicizia con Giovanni Marradi, di quattro anni più vecchio di lui, e ancor più col coetaneo Pietro Vigo e cominciò ad appassionarsi alla letteratura e specialmente alla poesia italiana.
Superò l'esame di licenza ginnasiale nel luglio 1874 e in novembre ottenne, insieme allo stesso Vigo, l'ammissione alla classe di lettere e filosofia della Normale pisana. Frequentò così, oltre alle lezioni di Alessandro D'Ancona al quale lo legherà un rapporto d'amicizia e di collaborazione destinato a durare fino alla morte del maestro (1914), quelle di Felice Tocco, Emilio Teza, Enea Piccolomini e dell'ormai molto anziano Ferdinando Ranalli.
Durante gli anni della Normale nasce il legame di Pellegrini con alcuni compagni di studi fra cui in particolare Francesco Novati, Augusto Bosco, Paolo Giorgi, Idelfonso Nieri, Guido Mazzoni e altri che occuperanno nel mondo universitario e nella cultura nazionale posti di primo piano.
La tesi di laurea in Filologia Classica Sulla Repubblica fiorentina a tempo di Cosimo il Vecchio, discussa da Pellegrini nel 1878, pubblicata due anni dopo negli "Annali" della Normale e dedicata alla madre Rosa Studiati di fatto rimarrà il suo unico lavoro di ricerca al cui miglioramento e alla cui prosecuzione non potrà nemmeno dedicarsi quanto aveva sperato. Ottenuto un posto come perfezionando all'Istituto di Studi Superiori di Firenze dovrà subito rinunciarvi per svolgere una serie di supplenze nel liceo e negli istituti tecnico e nautico di Livorno, incarichi che le condizioni economiche sue e della madre, non floride, gli impongono di accettare.
Così, per quanto cominciasse una fitta corrispondenza con François Tommy Perrens, di cui nel 1877 era uscito il primo volume della monumentale "Histoire de Florence" , Pellegrini poté recarsi solo una volta a Parigi ove soggiornò per due mesi nell'estate del 1881.

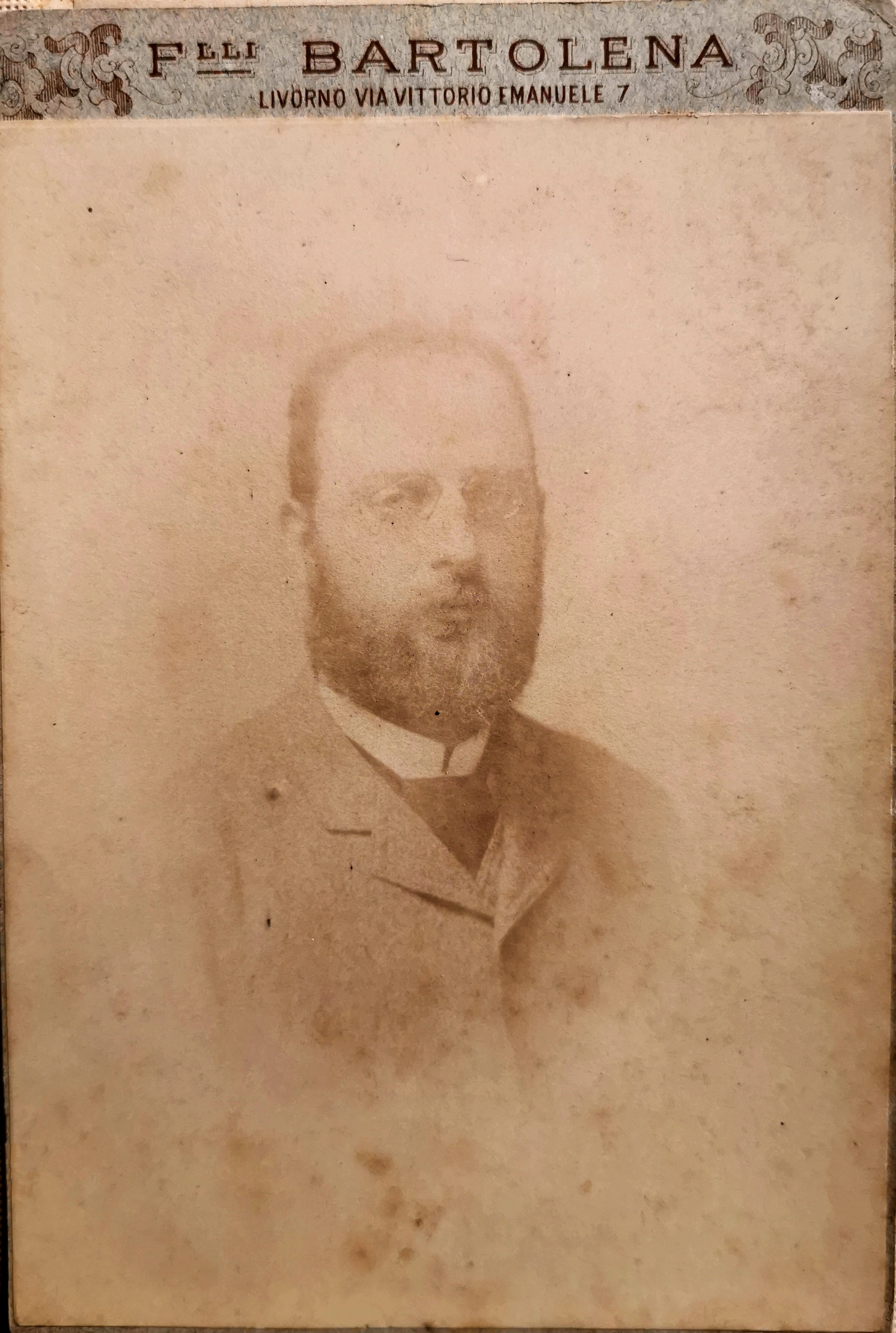

### Famiglia e carriera
Nel 1886 vinse il concorso bandito dall'Accademia Navale per la cattedra di Lettere italiane e storia che conserverà fino alla morte; ciò rappresentò in un certo senso la sua definitiva rinuncia a una vera e propria carriera universitaria e alla prospettiva di allontanarsi da Livorno dove rimarrà per tutta la vita abitando l'inverno in città e l'estate nella casa di famiglia in campagna a Lorenzana con la moglie Luisa Marchesini, sposata nel 1883 con la quale ebbe cinque figlie e un figlio, Guglielmo, il quale sposò Maria Gambaro, erede di una famiglia di industriali livornesi titolari dell’omonima ditta “Fratelli Gambaro” e famosi per aver costruito la copertura del Mercato Centrale di Livorno, la cancellata dell’Accademia Navale nonché, in ambito internazionale, la cancellata del palazzo del viceré al Cairo e i lampioni sul lungomare di Tripoli. Nel 1898 D'Ancona gli proporrà una supplenza all'Università di Pisa nella cattedra di Storia della letteratura italiana lasciata da Michele Barbi ma Pellegrini rifiuterà. 

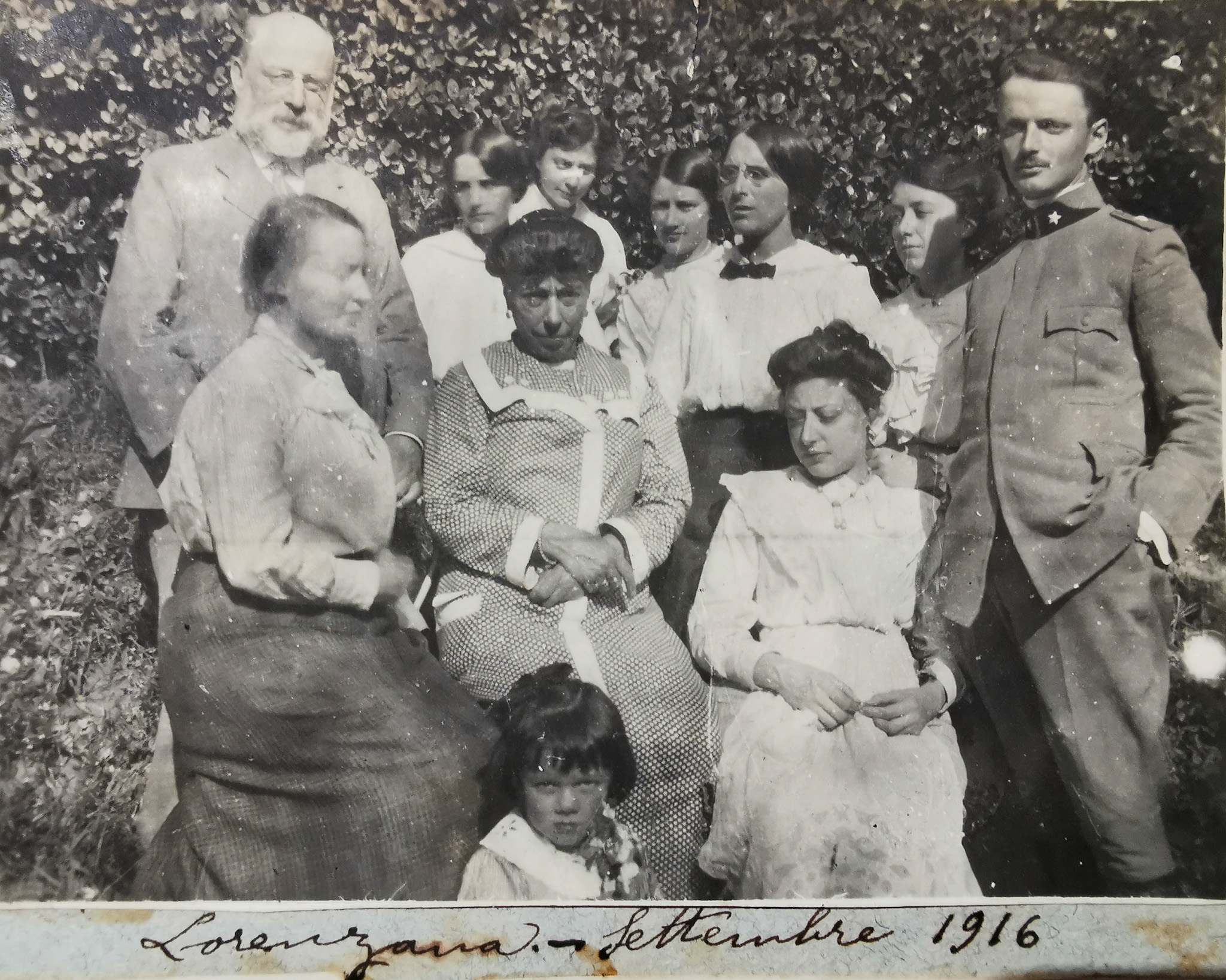

### Incarichi pubblici
Fervente cattolico, Pellegrini condusse un'esistenza interamente assorbita dagli studi, dall'insegnamento e dalle 'cure domestiche', e pervasa di retorica del sacrificio e di contrizione religiosa. Attitudini, queste, che si accentuarono con la morte della figlia primogenita Maria e della moglie Luisa, contagiate dalla "spagnola" nel 1918. Membro da quando aveva tredici anni della Società di San Vincenzo de' Paoli, per altri trentaquattro, dal 1885 in poi, era stato presidente della sua confraternita livornese, ricoprì inoltre incarichi dirigenziali alla Misericordia di Livorno. Conservatore clericale e monarchico, per quanto non molto interessato alla politica Pellegrini fu più volte consigliere comunale e pro-sindaco a Lorenzana, e anche a Livorno nel 1914, eletto nella lista del fascio liberal costituzionale. Sostenitore già dell'impresa libica, fu interventista durante la prima guerra mondiale alla quale prese parte suo figlio Guglielmo come tenente d’artiglieria. Dopo essere stato candidato dal Partito Popolare alle politiche del 1919, guardò con distaccato ma deciso favore al fascismo ravvisandovi un'efficace risposta alla minaccia "sovversiva". A Mussolini e Pio XI fu oltremodo grato per i patti lateranensi seguiti dopo non molto, il 30 dicembre 1929, dalla sua morte.

## Le opere
Le opere più conosciute di Pellegrini sono: due voluminosi manuali scolastici di letteratura italiana, gli "Elementi" (1ª ediz. 1891) e i "Primi rudimenti" (1ª ediz. 1902), pubblicati dall'editore Giusti di Livorno e molte volte ristampati anche grazie a un considerevole successo di critica (ne scrissero con favore, fra gli altri, Guido Mazzoni e Vittorio Cian); la cura per l'editore Sansoni dei tre libri della "Famiglia" di Leon Battista Alberti (1ª ediz. 1911) e quella per il Giusti di tutte le ristampe della famosa "Antologia della poesia italiana" di Ottaviano Targioni Tozzetti successive alla morte di questi avvenuta nel 1899.
Per il medesimo editore Giusti, Pellegrini lavorò inoltre a lungo come revisore e correttore di bozze. Giovanni Pascoli sottopose al Pellegrini le bozze dell' "Epos" (1896): Pascoli aveva scritto "oscurare il chiaro di luna" e Pellegrini lo convinse a cambiare "chiaro" in "lume"; da una lettera di Pascoli: "Caro Cecco, continua a aiutarmi, e metti pure "lume" dove trovi "chiaro" a tuo talento!".
Tanto viva era l’ammirazione del Pascoli il quale nell’introduzione dell’Epos scrisse:
	G.P.»
(Giovanni Pascoli, Epos-Introduzione)
Il Pascoli gli divenne sincero amico e fra l'altro gli dedicò, nella quarta edizione delle "Myricae" (1899), la poesia "Il castagno". Le "Myricae" sono le bellissime tamerici ancora presenti sul lungomare a Livorno, immortalate dallo stesso Pascoli e da Macchiaioli come Giovanni Fattori. Ma l'ambito di gran lunga prevalente dell'attività di Pellegrini come studioso è costituita dalla nutritissima serie di recensioni che scrisse nel corso di circa quarant'anni, in particolare per l'"Archivio storico italiano", per il "Giornale storico della letteratura italiana" nato nel 1883 per opera di Francesco Novati, Arturo Graf e Rodolfo Renier e, dal 1893, anche per la "Rassegna bibliografica della letteratura italiana" di D'Ancona e Francesco Flamini.

## Profilo letterario
Allievo e amico, come si è ricordato, sia di Ottaviano Targioni Tozzetti che di Alessandro D'Ancona, Pellegrini sembra in qualche modo ereditare le inclinazioni retoriche del primo per combinarle con una personale maniera, piuttosto sbilanciata verso l'erudizione e l'eccessiva minuziosità d'intendere il "metodo storico". D'altronde non solo alle sue attitudini e alla sua originaria formazione ma anche ai ristretti margini entro cui, per ragioni pratiche d'ordine economico e familiare, restò racchiuso il suo lavoro di studioso, va ricondotta la scarsità di respiro e di profondità critica dei suoi scritti. Ciò non toglie che la presenza di una schiera di studiosi, letterati, filologi, poeti, storici della letteratura e critici che con lui ebbero saldi e duraturi rapporti in qualche caso d'amicizia e in altri almeno di reciproca stima, testimoniati e illuminati come sono da una corrispondenza piuttosto ricca, rendano pur sempre la sua biografia di studioso minore una lente preziosa per osservare la cultura italiana dell'ultimo ventennio dell'Ottocento e del primo trentennio del secolo successivo e anche per comprendere aspetti e limiti della sua penetrazione in un peculiare contesto locale come quello livornese al quale Pellegrini rimase sempre fortemente legato.
Sembrano compendiati nel suo tragitto, in altre parole, alcuni caratteri 'medi', talvolta quasi 'intimi' ma non sempre secondari, della lunga parabola che accomunò diversi spezzoni della borghesia intellettuale italiana, molti dei cui esponenti finirono per confluire, per via d'una specie di graduale, indolore passaggio dagli unificanti riferimenti risorgimentali agli sclerotici valori dell'ordine, nell'alveo ideologico del fascismo al potere.
È sepolto a Livorno al Cimitero della Misericordia (cappella S. Vincenzo De Paoli).

## Curiosità
A Francesco Carlo Pellegrini nel 1949 è stata intitolata una via a Livorno, nei pressi di Piazza della Repubblica (dal 1846 già via dei Franceschi) e nel 2015 una piazza a Lorenzana nel comune di Crespina Lorenzana (già Piazza Tripoli).